# Nicolaus Santmann
Nicolaus Santmann (* um 1570 in Hamburg; † 1621 ebenda) war ein deutscher Mediziner und Stadtphysicus von Hamburg.

## Leben
Santmann studierte Humanmedizin und wurde am 4. April 1595 an der Universität Basel zum Dr. med. promoviert. Er ließ sich als praktischer Arzt in Hamburg nieder und wurde 1597 zum Subphysicus und 1605 als Nachfolger von Johannes Bökel zum Stadtphysicus berufen.
Er war seit 1596 verheiratet mit Elisabeth, geb. von der Fechte (1571–1644), der Tochter des Bürgermeisters Erich von der Fechte. Von den drei Söhnen und drei Töchtern des Paares überlebten sie nur zwei Töchter, von denen eine mit Joachim Elstorp (1581–1644), dem ersten Hamburger Waisenhausarzt, verheiratet war. Ein Sohn Erich starb vermutlich 1617 als Student in Leyden.
Am 24. März 1616 trug sich Santmann in Hamburg in das Album amicorum des Lukas Holste ein.

## Werke
- Propositiones medicae de lineis (cirrhosis affectibus). Basileae 1595 (Diss.)